# Oror
Oror is een compositie van Alan Hovhaness. Hovhaness begon er waarschijnlijk in 1922 aan, maar leverde het pas in 1926 definitief op. Het is de vroegste compositie die van deze componist bewaard is gebleven. In de jaren volgend op de eerste geschreven muziek, vernietigde Hovhaness alle muziek die hem niet (meer) zinde. Het eigenaardige aan dit slaapliedje van maximaal drie minuten is, dat boven de partij is geschreven dat de piano als een dwarsfluit moet klinken. Een versie voor viool/dwarsfluit is nooit gevonden. De piano laat een wiegend geluid horen, de viool speelt een klaaglijke melodie.

## Discografie
- Uitgave privé: Christina Fong (viool) en Arved Ashby (piano)